# Roland Liboton
Roland Liboton (* 6. března 1957 Lovaň) je bývalý belgický cyklokrosař. Ve své kariéře, která trvala od roku 1976 do roku 1992, vyhrál 156 závodů. V roce 1978 se stal mistrem světa v kategorii amatérů a v letech 1980, 1982, 1983 a 1984 vyhrál kategorii elite. V letech 1985, 1986 a 1988 byl vítězem celkové klasifikace seriálu Superprestige, v letech 1980–1989 se stal desetkrát v řadě profesionálním mistrem Belgie, osmkrát vyhrál závod Veldrit Diegem.